# Limnophila japonica
Limnophila japonica är en tvåvingeart som beskrevs av Alexander 1913. Limnophila japonica ingår i släktet Limnophila och familjen småharkrankar. Inga underarter finns listade i Catalogue of Life.